# Paul Nipkow

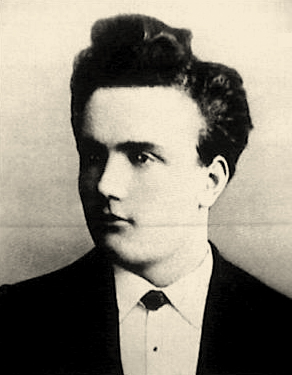
Paul Julius Gottlieb Nipkow (ca. 1884)

Paul Julius Gottlieb Nipkow (* 22. August 1860 in Lauenburg i. Pom. (heute Lębork in Polen); † 24. August 1940 in Berlin) war ein deutscher Techniker und Erfinder. Er erfand die Nipkow-Scheibe, die die Grundlage für die Entwicklung des mechanischen Fernsehens schaffte.

## Anfänge
Paul Nipkow kam 1860 als Sohn des Bäckermeisters und Stadtverordnetenvorstehers Friedrich Wilhelm Nipkow zur Welt. Er besuchte zunächst das Progymnasium in Lauenburg i. Pom., ab 1880 das Königliche Gymnasium in Neustadt in Westpreußen. Schon zu dieser Zeit beschäftigte er sich mit praktischen Experimenten der Telefonie und dachte dabei bereits an eine zusätzliche Übertragung bewegter Bilder. Nach dem Abitur Ostern 1882 ging er nach Berlin, um Mathematik und Naturwissenschaften an der Friedrich-Wilhelms-Universität zu studieren und Lehrer an einer höheren Schule zu werden. Er hörte aber auch Vorlesungen an der Technischen Hochschule Charlottenburg: bei Hermann von Helmholtz physiologische Optik und bei Adolf Slaby elektrophysikalische Probleme.

## Nipkow-Scheibe

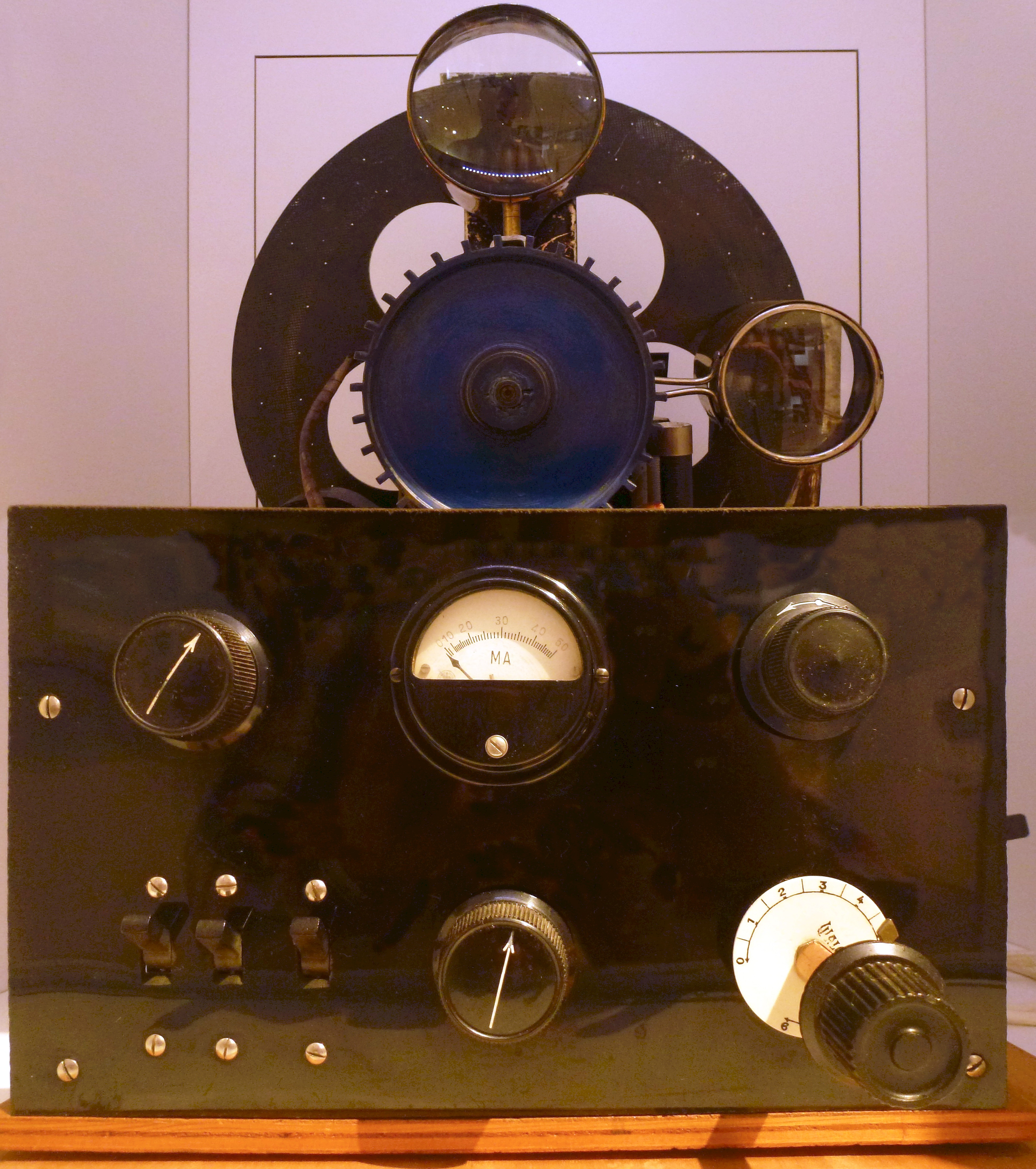
Nipkows Apparat im Tekniska museet, Stockholm.

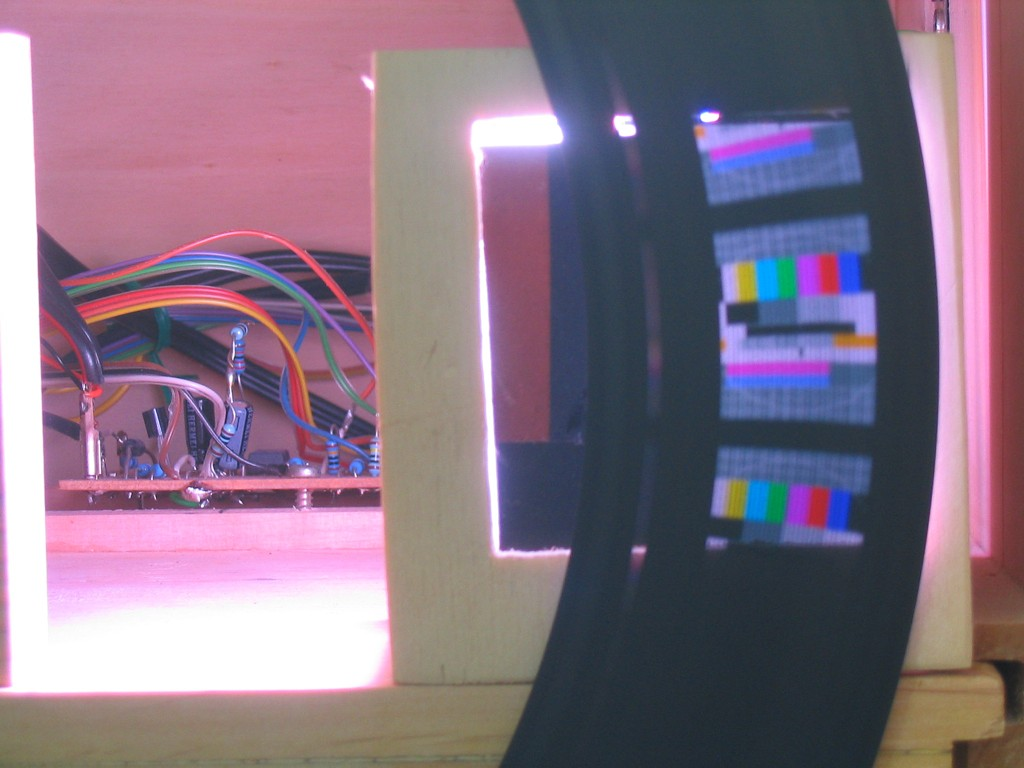
32-zeilige Farbbildwiedergabe mit der Nipkowscheibe

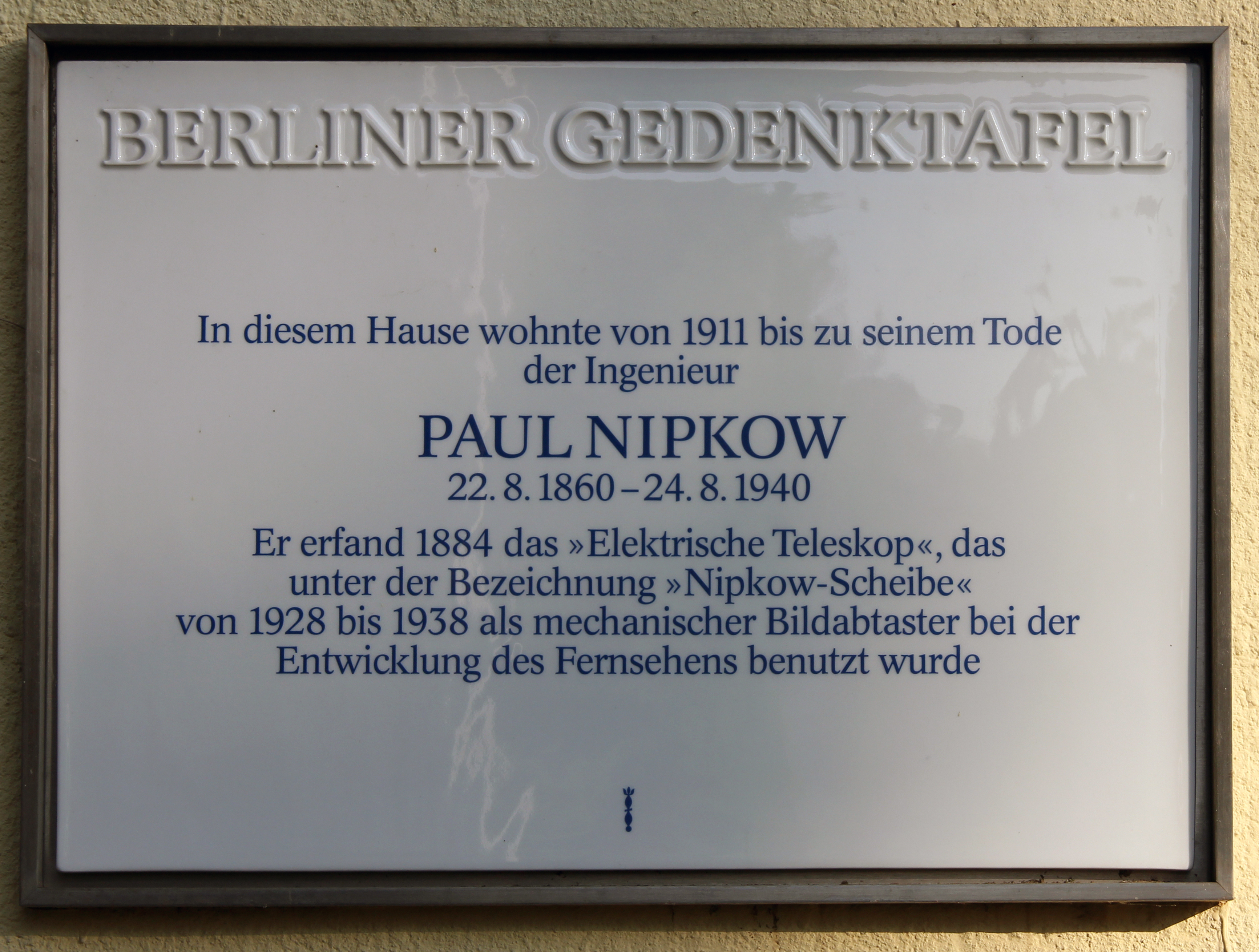
Berliner Gedenktafel in Berlin-Pankow

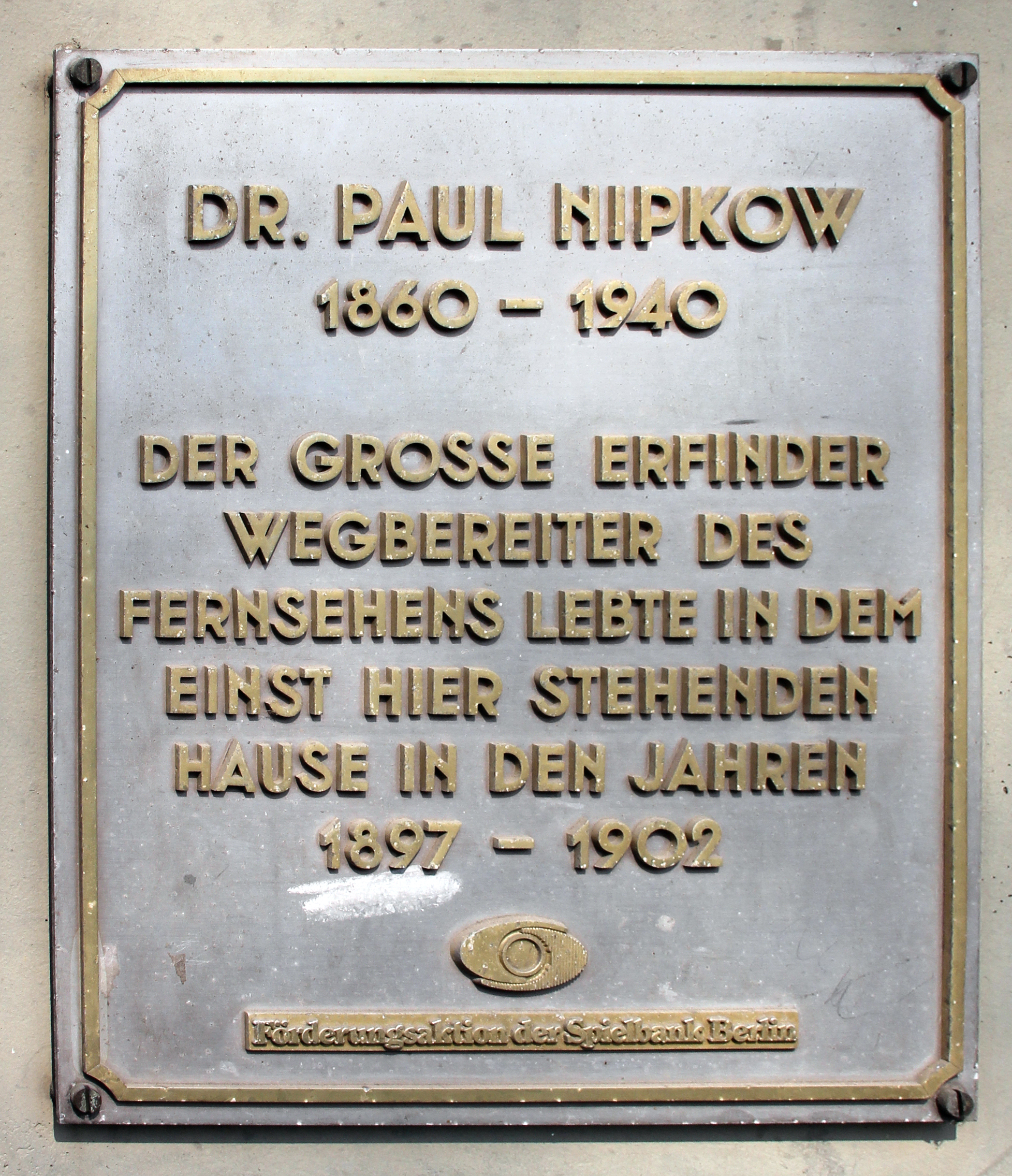
Gedenktafel am Haus, Uferstraße 2, in Berlin-Gesundbrunnen

Bildübertragungssystem nach Nipkow

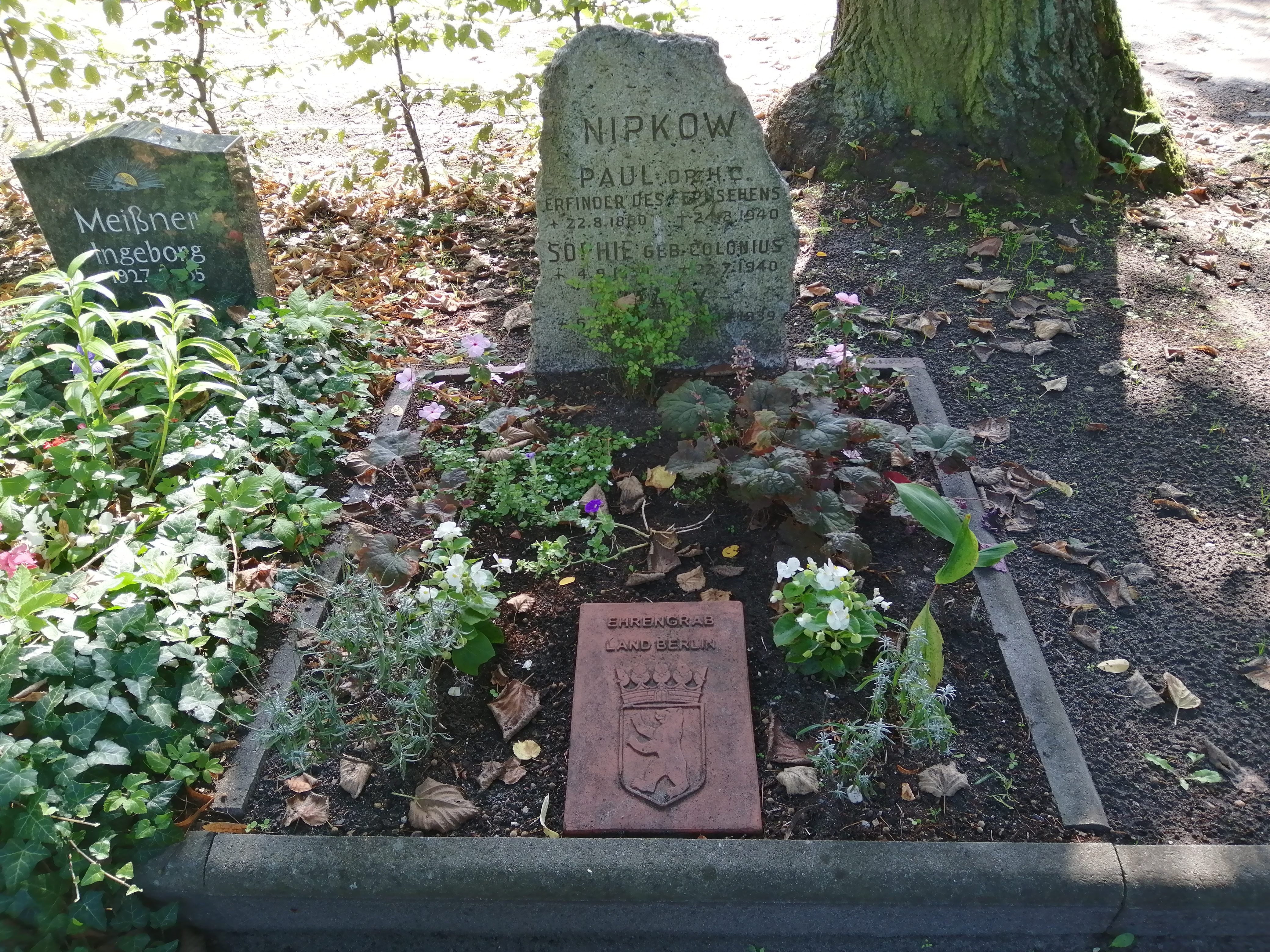
Ehrengrab auf dem Friedhof Pankow III

Noch als Student erfand Nipkow „seine“ Scheibe zur Bildzerlegung. Nach seinen eigenen Erzählungen geschah dies am Heiligen Abend 1883, als er allein in seinem möblierten Zimmer in der Phillipstraße 13a in Berlin-Mitte vor seiner Petroleumlampe gesessen habe und ihm die Idee gekommen sei, mit einer spiralförmig gelochten Scheibe ein Bild „mosaikartig in Punkte und Zeilen“ zu zerlegen. Die Neuerung bestand dabei in der spiralförmigen Scheibe, das Zerlegen von Bildern in Punkte zur telegraphischen Übertragung hatte Alexander Bain schon vor Nipkows Geburt realisiert.
Für diese Scheibe beantragte er beim Kaiserlichen Patentamt in Berlin ein Reichspatent für ein Elektrisches Teleskop zur „elektrischen Wiedergabe leuchtender Objekte“ in der Rubrik Elektrische Apparate. Es wurde ihm am 15. Januar 1885 rückwirkend zum 6. Januar 1884 erteilt. Dabei ist nicht bekannt, ob sich Nipkow jemals um eine praktische Realisierung dieser Scheibe bemühte. Man darf aber davon ausgehen, dass er nie selber einen entsprechenden Apparat gebaut hat. Da auch sonst kein Interesse an dem Patent bestand, verfiel es nach fünfzehn Jahren.

## Berufstätigkeit
Im Sommer 1885 brach Paul Nipkow aus finanziellen Gründen sein Studium ab. Am 12. Dezember 1885 heiratete er seine Studienfreundin Sophia Colonius, die für seine Erfinderaktivitäten viel Verständnis aufbrachte. So meldete sie, damals noch seine Verlobte, am 6. Januar 1884 auf ihre Kosten sein „Elektrisches Teleskop“ beim Kaiserlichen Patentamt an. Sein eigentliches Betätigungsfeld lag jedoch in seiner Berufslaufbahn. Nach dem Abbruch seines Studiums meldete er sich als „Einjährig-Freiwilliger“ beim Eisenbahnregiment in Berlin-Schöneberg an. Nach der Ableistung dieses Dienstes stellte ihn die Firma Zimmermann & Buchloh – Eisenbahnsignalbauanstalt in Borsigwalde bei Berlin am 1. Oktober 1886 als Konstruktionsingenieur ein.

## Erste Fernsehsysteme
Nach dem Ersten Weltkrieg begannen unter Hochfrequenztechnikern die Bemühungen um die elektrische Übertragung von Bildern, wobei die ersten Fernsehübertragungen alle mit einer optisch-mechanischen Bildabtastung arbeiteten, die meisten mit einer Nipkow-Scheibe. Das veranlasste auch Paul Nipkow, sich wieder auf diesem Gebiet zu betätigen, und es kam zu einem weiteren Patent, diesmal über eine Einrichtung zur Erzielung des Synchronismus bei Apparaten zur elektrischen Bilderzeugung, dadurch gekennzeichnet, daß alle zusammenarbeitenden Sender und Empfänger an ein und dasselbe Wechselstromkraftverteilungsnetz angeschlossen sind. 1932/33 setzte sich dann die elektronische Bildabtastung Manfred von Ardennes mit ihrer überlegenen Qualität durch, woraufhin Nipkows Erfindung nur noch in England für einige Zeit Bedeutung für das Fernsehen hatte.
Die entscheidenden Fortschritte in der Entwicklung des Fernsehens waren ab den 1930er Jahren in erster Linie Manfred von Ardenne zuzuschreiben.

## Sender Paul Nipkow
Der 1935 in Betrieb genommene erste öffentliche Fernsehsender der Welt wurde jedoch nach dem „Vater“ der ersten Generation der Fernsehtechnik, die als mechanische Variante auf der Nipkow-Scheibe basierte, „Fernsehsender Paul Nipkow“ genannt. Nipkow wurde Ehrenpräsident der Fernseharbeitsgemeinschaft der Reichsrundfunkkammer. Der Reichssendeleiter sprach vom „deutschen Fernsehpionier“, der die „Generalidee“ des Fernsehens erdacht habe.

## Ehrungen
Zu seinem 75. Geburtstag verlieh 1935 die Johann Wolfgang Goethe-Universität in Frankfurt am Main Paul Nipkow die Ehrendoktorwürde der Naturwissenschaften.
Seine Geburtsstadt Lauenburg ernannte ihn 1937 zum Ehrenbürger und benannte eine Straße nach ihm (Paul-Nipkow-Straße, heute ulica Targowa). Weitere Städte benannten Straßen nach ihm, z. B. Bonn, Berlin, Mühlacker und Lampertheim.
Aus Anlass seines 80. Geburtstages im Jahre 1940 errichtete Reichsintendant Heinrich Glasmeier eine Paul-Nipkow-Stiftung, die dem Personal des Fernsehsenders Paul Nipkow Urlaubsaufenthalte in den Erholungsstätten der Reichsrundfunkgesellschaft ermöglichen sollte.
Zwei Tage nach seinem 80. Geburtstag starb Nipkow in Berlin an einem Herzschlag. Er erhielt ein Staatsbegräbnis, wobei der Staatsakt am 30. August 1940 in der Friedrich-Wilhelms-Universität in Berlin stattfand. Sein Grab befindet sich auf dem städtischen Friedhof Pankow III in der Abt. C-13. Es ist als Ehrengrab der Stadt Berlin gewidmet.
1983, zur Internationalen Funkausstellung war sein Name auf dem Sonderpostwertzeichen „100 Jahre Fernsehtechnik“ der Deutschen Bundespost gedruckt.

## Zitate
„Am Weihnachtsabend 1883 endlich, als ich ohne Baum und ohne Kerzen in der Philippstraße in Berlin saß, wurde alles zu Papier gebracht[,] und irgendwie gelang es mir auch, die zwanzig Mark zu bekommen für die Patentanmeldung, und am 6. [Januar] 1884 lag alles im Patentamt.“

„So habe ich in meinen alten Tagen doch noch eine Freude. Man hat mich nicht ganz vergessen, obgleich nur die Nipkow-Scheibe als einziger Nutzen, den ich von meiner Erfindung habe, in der ganzen Welt meinen Namen trägt. Aber dieser Name ist wohl ein Begriff geworden, bei dem die Menschen nicht mehr nach der Entstehung fragen […] Ja, ich bin tatsächlich der Erfinder des Fernsehens[,] und ich kann dies, ohne als eingebildet zu gelten, ruhig behaupten… In der ganzen Welt wird diese Scheibe noch heute verwendet[,] und sie ist es auch, die meinen Namen trägt: die Nipkow-Scheibe.“